# Herbert List
Herbert List (7 de octubre de 1903 - 4 de abril de 1975) fue un fotógrafo alemán, conocido por sus colaboraciones en las revistas  Vogue, Harper's Bazaar y Life y por sus trabajos sobre desnudos masculinos. Fue seleccionado para participar en la exposición The family of man en el MOMA en 1955.

## Estudios
Nació en Hamburgo en 1903 y estudió en la escuela Johanneum de la ciudad entre 1912 y 1920 hasta obtener el bachillerato. Después realizó estudios de historia de la literatura en la Universidad de Heidelberg y tras finalizarlos regresó a Hamburgo en 1924, incorporándose como aprendiz en el negocio de importación de café que su padre dirigía. Hasta 1929 estuvo realizando viajes comerciales a Brasil, Guatemala, Costa Rica y El Salvador, al regresar a Alemania se convirtió en asociado de List & Heineken que era el nombre del negocio paterno.

## Carrera
Empezó a interesarse por la fotografía animado por Andreas Feininger en 1930 tras conocer el trabajo visual de René Magritte, Man Ray y Giorgio de Chirico, por ello su trabajo se inició bajo el prisma del surrealismo. En 1935 dejó el trabajo en su empresa y se trasladó a París y al año siguiente a Londres, donde montó un estudio fotográfico en 1938 y comenzó a vender sus fotos para revistas como Vogue, Harper's Bazaar y Life. En 1945 regresó a Múnich y en 1948 se convirtió en editor de arte de la revista Heute que publicaban los aliados. En los años siguientes, hasta 1962, estuvo viajando y visitando países como Grecia, España, Italia, Francia, México y el Caribe, y publicando en diversas revistas: Heute, Época, Look, Harper's Bazaar, Flair, Picture Post y Life. Aunque estuvo asociado a la Agencia Magnum realizó pocos encargos para ella. 
En 1964 recibió la medalla David Octavius Hill de la Sociedad alemana de fotografía. En sus últimos años de vida realizó numerosas exposiciones en ciudades como Londres, Múnich, Düsseldorf, Zúrich, Milán y Nueva York. Murió en Múnich el 4 de abril de 1975.

## Estilo
Su obra se suele denominar como fotografía metafísica, como si naciese misteriosamente del interior, pero de un modo especial está considerado como uno de los más importantes fotógrafos del homoerotismo y gran cantidad de sus fotos tratan el desnudo masculino en blanco y negro. Se han realizado numerosas exposiciones retrospectivas, un ejemplo fue la llamada Herbert List, el ojo mágico que estuvo en la Fundación la Caixa y el IVAM entre enero y marzo de 2000.